# You Can Do Magic (canción de America)
«You Can Do Magic» es una canción del cantante y compositor Russ Ballard que fue grabada como sencillo en 1982 por el dúo de folk rock America de su álbum View from the Ground.
Ballard tocó todos los instrumentos, excepto la batería grabada por el baterista Willie Leacox, mientras que los dos miembros de la banda, Gerry Beckley y Dewey Bunnell participaron en la pista vocal en el estudio.
"You Can Do Magic" devolvió a America al Top 40 en agosto de 1982, alcanzando el número 8 en octubre de ese año, y manteniendo esa posición durante cinco semanas. Su popularidad fue paralela al éxito del álbum principal View From the Ground, que subió al número 41 en la lista de Billboard de los 200 mejores álbumes, la primera vez que un álbum de America como dúo (en lugar del trío original) había aparecido en la mitad superior de esa lista.
El éxito de "You Can Do Magic" llevó a America a grabar su álbum de 1983 Your Move con Russ Ballard como productor. Una regrabación de la canción apareció más tarde en su álbum de 1994 Hourglass.

## Posicionamiento en listas
| Listas (1982)                       | Posición |
| ----------------------------------- | -------- |
| Australia (Kent Music Report)       | 30       |
| Canadá (RPM Top Singles)            | 37       |
| Canadá (RPM Adult Contemporary)     | 13       |
| Estados Unidos (Billboard Hot 100)  | 8        |
| Estados Unidos (Adult Contemporary) | 5        |
| Estados Unidos (Cash Box Top 100)   | 7        |
| Estados Unidos (Radio & Records)    | 3        |
| Irlanda (IRMA)                      | 20       |
| Nueva Zelanda (Recorded Music NZ)   | 12       |
| Reino Unido (UK Singles Chart)      | 59       |

## Músicos
America
- Gerry Beckley - voz principal
- Dewey Bunnell - voz

Músicos de apoyo
- Russ Ballard - guitarras acústicas, eléctricas y bajos, teclados y coros
- Chuck Kirkpatrick - coros adicionales, ingeniero de grabación
- Willie Leacox - batería